# 1996–1997-es magyar női vízilabda-bajnokság
Az 1996–1997-es magyar női vízilabda-bajnokság a tizennegyedik magyar női vízilabda-bajnokság volt. A bajnokságban kilenc csapat indult el (melyek közül egy külföldi volt), a csapatok két kört játszottak. Az alapszakasz után az 1-4. helyezettek play-off rendszerben játszottak a bajnoki címért.
A Szentesi SC új neve Szentesi VK lett.

## Alapszakasz
| #  | Csapat               | M  | Gy | D | V  | G+  | G-  | P  |
| -- | -------------------- | -- | -- | - | -- | --- | --- | -- |
| 1. | Hungerit-Szentesi VK | 16 | 16 | 0 | 0  | 288 | 68  | 48 |
| 2. | BVSC                 | 16 | 14 | 0 | 2  | 221 | 77  | 42 |
| 3. | BEAC-Petroland       | 16 | 12 | 0 | 4  | 241 | 84  | 36 |
| 4. | Dunaújvárosi VSE     | 16 | 10 | 0 | 6  | 161 | 117 | 30 |
| 5. | Kecskeméti VSC       | 16 | 8  | 0 | 8  | 158 | 148 | 24 |
| 6. | ÚVMK Eger-Egervin    | 16 | 6  | 0 | 10 | 99  | 162 | 18 |
| 7. | OSC                  | 16 | 4  | 0 | 12 | 68  | 176 | 12 |
| 8. | Vasas SC             | 16 | 1  | 0 | 15 | 51  | 237 | 3  |
| 9. | ŠKP Košice           | 16 | 1  | 0 | 15 | 61  | 279 | 3  |

* M: Mérkőzés Gy: Győzelem D: Döntetlen V: Vereség G+: Dobott gól G-: Kapott gól P: Pont

## Rájátszás
Elődöntő: Hungerit-Szentesi VK–Dunaújvárosi VSE 11–2, 12–2 és BVSC–BEAC-Petroland 5–8, 5–9
Döntő: Hungerit-Szentesi VK–BEAC-Petroland 16–6, 8–7

## A góllövőlista élmezőnye
|     | Gól | Játékos           | Csapat      |
| --- | --- | ----------------- | ----------- |
| 1.  | 66  | Primász Ágnes     | Dunaújváros |
| 2.  | 61  | Tóth Noémi        | Szentes     |
| 3.  | 57  | Dancsa Katalin    | BVSC        |
|     | 57  | Tiborcz Lilla     | BEAC        |
|     | 57  | Valkai Ágnes      | Kecskemét   |
| 6.  | 48  | Pelle Anikó       | BVSC        |
|     | 48  | Valkai Erzsébet   | Kecskemét   |
| 8.  | 46  | Stieber Mercédesz | Szentes     |
| 9.  | 43  | Szremkó Krisztina | Szentes     |
| 10. | 42  | Tiba Zsuzsanna    | BEAC        |

A bajnok Szentes játékoskerete: Ábel Krisztina, Debreczeni Beáta, Drávucz Rita, Győri Eszter, Hadady Adrienn, Juhász Bianka, Kádár Noémi, Molnár Anett, Pengő Ágnes, Sipos Anett, Sipos Edit, Stieber Mercédesz, Szremkó Krisztina, Tóth Gabriella, Tóth Noémi, Varga Zita, Vincze Edit, vezetőedző: Tóth Gyula